# Артва (Калифорнија)
Артва (енгл. Artois) насељено је место без административног статуса у америчкој савезној држави Калифорнија.

## Демографија
По попису из 2010. године број становника је 295.
| Група             | 2000.    | 2010.       |
| Белци             | 0 (0,0%) | 222 (75,3%) |
| Афроамериканци    | 0 (0,0%) | 0 (0,0%)    |
| Азијати           | 0 (0,0%) | 3 (1,0%)    |
| Хиспаноамериканци | 0 (0,0%) | 54 (18,3%)  |
| Укупно            | 0        | 295         |